# Prisão de Newgate
A Prisão de Newgate‎‎ foi uma ‎‎prisão‎‎ na esquina da Newgate Street com a Old Bailey Street, dentro da cidade ‎‎de Londres,‎‎ Inglaterra, originalmente no local de ‎‎Newgate, ‎‎um portão na Muralha ‎‎romana‎‎ de ‎‎Londres.‎‎ Construída no século XII e demolida em 1904, a prisão foi estendida e reconstruída inúmeras vezes, e permaneceu em uso por mais de 700 anos, de 1188 a 1902. ‎

## História
No começo do século XII, Henrique II instituiu reformas legais que deram à Coroa maior controle sobre a administração da justiça. Como parte de seu Assize of Clarendon de 1166, ele exigiu a construção de prisões, onde o acusado ficaria enquanto os juízes reais debatiam sua inocência ou culpa e subsequente punição. Em 1188, Newgate foi a primeira instituição estabelecida para atender a esse propósito.
Algumas décadas depois, em 1236, em um esforço para aumentar significativamente a prisão, o rei converteu uma das torres de Newgate, que ainda funcionava como um portão principal para a cidade, em uma extensão da prisão. A adição incluiu novas masmorras e edifícios adjacentes, que permaneceriam inalterados por aproximadamente dois séculos.